# Medaille voor de Oorlog in China (Verenigd Koninkrijk)

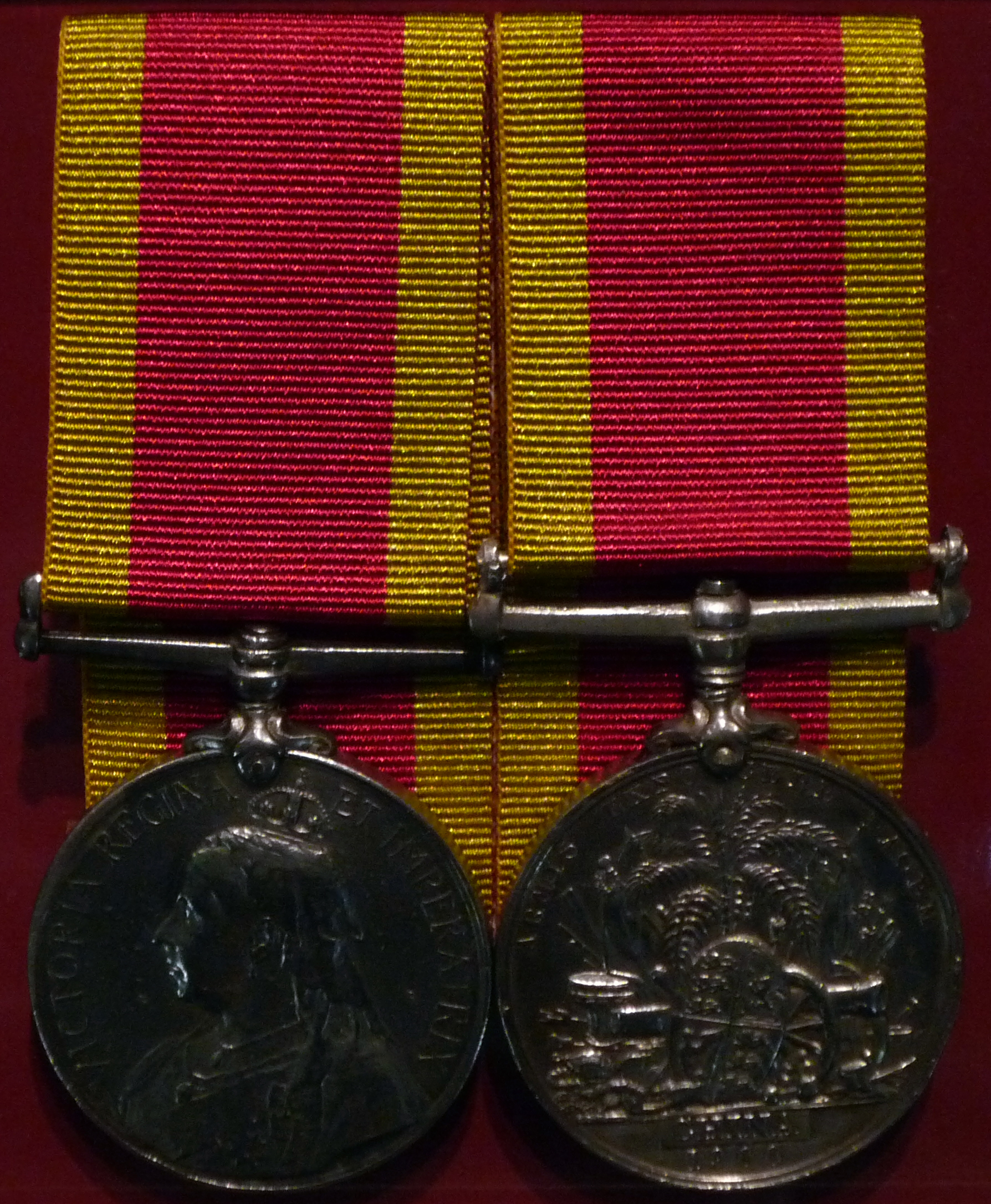
Voor- en keerzijde van de medaille, opgemaakt in hofstijl

De Medaille voor de Oorlog in China (Engels: "China War Medal") was een Britse campagnemedaille.
Deze onderscheiding werd in 1901 ingesteld en was bestemd voor de Britse troepen en de troepen uit het Britse Rijk die tijdens de boxeropstand in 1900 hadden gevochten. De medaille werd ook aan het in de oorlog betrokken marinepersoneel toegekend.
Voor de inlanders ("bearers drivers and servants") uit vooral Brits-Indië die als dragers, koetsiers en dienaren naar China waren meegereisd was een bronzen uitvoering van de medaille voorzien.

## Geschiedenis
De Verenigde Staten was een van de acht landen die zich aaneensloten om de Boxeropstand in China neer te slaan en de Europese en Japanse diplomaten die 55 dagen lang in het ambassadekwartier van Peking werden belegerd te bevrijden.
In mei 1900 was in heel Noord-China een opstand uitgebroken die de belangen van de landen met concessies in de grote steden en gepachte gebieden in China bedreigde. De vijandigheid tegen deze machten was vooral veroorzaakt door een geheime nationalistische en xenofobe groep die zich "de Vereniging van rechtschapen en harmonieuze Vuisten"  noemde. In het buitenland werden deze mannen de "boxers" genoemd. De opstand staat als "Boxeropstand" bekend.
Acht grote mogendheden; Duitsland, Oostenrijk-Hongarije, de Verenigde Staten, Frankrijk, het Verenigd Koninkrijk, Italië, Japan en Rusland besloten om een internationaal leger van 150.000 man onder het opperbevel van de Duitse veldmaarschalk Graaf von Waldersee in te zetten om hun belegerde landgenoten in Peking te redden en de opstand in de provincies neer te slaan. De Geallieerde troepen bereikten Peking op 14 augustus 1900 maar een vredesverdrag met China werd pas op 7 september 1901 ondertekend.

## De geschiedenis van de medaille
De Duitse keizer Wilhelm II had de acht naties die zich verenigd hadden om de Boxeropstand neer te slaan opgeroepen om een gezamenlijke medaille te verlenen. Daarvan is het niet gekomen
De Britse medaille werd van gespen voorzien wanneer een decorandus bij een van de volgende gevechten betrokken was geweest:
Taku Forts
Deze gesp mocht worden gedragen door het marinepersoneel dat als onderdeel van de internationale vloot betrokken was bij de aanval op de Chinese forten langs de Peiho.
Defence of Legations
Deze gesp mocht worden gedragen door de 80 mariniers en een paar mannen van de wacht van de Britse legatie die de door de boxers belegerde Britse vertegenwoordiging en de ambassadewijk 55 dagen lang hebben verdedigd.
Relief of Peking
Deze gesp mocht worden gedragen door het Britse en Indische personeel, en ook aan marinepersoneel, dat de belegerde ambassadewijk in Peking had ontzet. Zij waren deel van de internationaal samengestelde hoofdmacht onder veldmaarschalk Alfred von Waldersee of van Edward Seymour's expeditie.

## De medaille
Op de voorzijde van de ronde zilveren medaille is de koningin Victoria van het Verenigd Koninkrijk afgebeeld. De medaille kreeg dezelfde keerzijde als de eerdere Britse Chinamedailles. Dat is een trofee van wapens en een Brits wapenschild onder een palmboom.
Op de voorzijde van de medaille staat rond het portret van de oude koningin het rondschrift "VICTORIA REGINA ET IMPERATRIX". De signatuur van de ontwerper, G.W. de Saulles, staat onder het portret.
Op de keerzijde staat onder de trofee "CHINA 1900'. Het rondschrift op de keerzijde luidt "ARMIS EXPOSCERE PACEM", dat in het Latijn vertaald kan worden als "Weest bewapend maar bid voor vrede". Vaak staan naam, rang en eenheid van de drager van de medaille op de zijkant gegraveerd.
De door de Munt in Londen geslagen medaille heeft een doorsnede van 37 millimeter en werd aan een karmozijnrood lint met gele biesen op de linkerborst gedragen. De medaille is met een zilveren ring en een dito gesp aan het lint opgehangen. De zilveren bal van de ophanging kan draaien.
De medaille werd zonder gesp aan 555 officieren, onderofficieren en manschappen  van de Royal Navy en de marine van de dominion Australië uitgereikt.
Verder waren er 256 medailles voor de troepen uit New South Wales, 197 medailles voor de troepen uit Victoria en 102 medailles voor de bemanning van de kanonneerboot HMAS Protector uit de Australische deelstaat South Australia.